# Johann Gotthard Müller

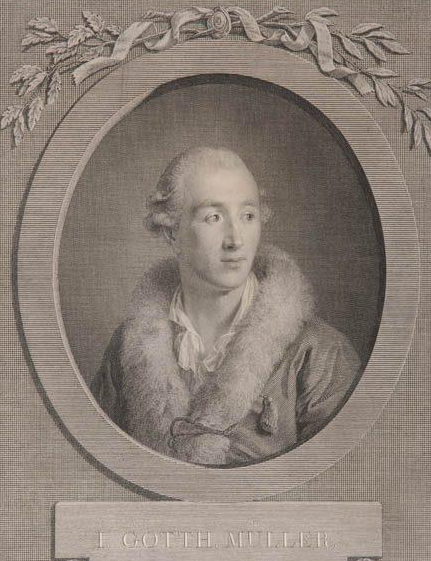
Johann Gotthard Müller, kopparstick av Ernest Morace efter en målning av Johann Friedrich August Tischbein.

Johann Gotthard von Müller, född den 4 maj 1747 i Bernhausen, död den 14 mars 1830 i Stuttgart, var en tysk målare och kopparstickare.
Müller studerade kopparstickarkonsten i Paris (1770–1776), varefter han anställdes vid konstskolan i Stuttgart. Han adlades 1808. En av hans främsta elever var hans son, Johann Friedrich Wilhelm (1782–1816), som utbildade sig i Paris och blev professor i Dresden. Ett av dennes förnämsta stick är Sixtinska madonnan efter Rafael.